# Chloe Brown
Chloe Brown es una educadora en el distrito escolar público de Tulsa, quien fue la primera profesora afroamericana en la escuela de educación elemental Eliot. Es miembro activo de la comunidad de Tulsa, tutora voluntaria para los niños sin hogar, distribuye comida y trabaja con mujeres en crisis. Brown fundó The Chloe House en 2006, un hogar de transición para mujeres que provee alojamiento, entrenamiento para buscar empleo, y fuentes para ayudarlas a re-integrarse en la sociedad. También es ministra licenciada y entró en el Oklahoma Women's Hall of Fame en 2011. 

## Primeros años
Chloe L. Brown nació en Tulsa, Oklahoma y creció en el histórico Distrito Greenwood. La iglesia jugó un gran papel durante su niñez, ya que su padre era un ministro y ofreció servicios de la iglesia en su casa. La madre de Brown valoraba enormemente la educación y se aseguró que sus niños valoraran la institución igualmente. De esta influencia temprana, Brown se determinó en convertirse y desarrollar una temprana pasión por la profesión. La primera escuela a la que asistió fue la John Burroughs Elementary. La clase de Brown fue la primera en integrarse en John Burroughs, aunque ella no tiene recuerdos negativos explícitos de relaciones racistas. Brown eventualmente se graduó en Booker T. Washington High School y se licenció en Magisterio en la Langston University en 1975. Brown fue la primera de su familia en acudir a la universidad.
Brown también tiene un máster en Administración de Educación Elemental por la Northeastern State University.

## Carrera
Brown enseñó su primera clase en Cooper Elementary School con el Dr. Joann Bell. Más tarde, Brown fue la primera profesora afroamericana del Eliot Elementary School en Tulsa. Después de pasar varios años en Eliot, Brown se mudó por un breve período de tiempo al norte de Dallas y enseñó allí durante tres años. A su regreso a Tulsa, Brown fue ascendida al nivel administrativo, que resultó tener un ajuste deficiente. Brown felizmente regresó a las aulas después de su breve paso por la administración y enseña en el McClure Elementary School. 
Fuera de las aulas, Brown encontró una pasión ayudando a los vagabundos y más específicamente, rehabilitando a las mujeres encarceladas. Brown y su marido crearon The Chloe House en 2006, un hogar de transición que ayuda a la reintegración de las mujeres encarceladas hacia la sociedad proporcionándoles alojamiento y entrenamiento para buscar emeploe. Es también miembro del Centro Cristiano de Greenwood y es una ministra licenciada.